# تپه بق
تپه بق مربوط به دوران‌های تاریخی پس از اسلام است و در شهرستان دامغان، بخش مرکزی، روستای بق واقع شده و این اثر در تاریخ ۲۵ اسفند ۱۳۷۹ با شمارهٔ ثبت ۳۵۴۰ به‌عنوان یکی از آثار ملی ایران به ثبت رسیده است.